# Brandon Lee
Brandon Bruce Lee (egyszerűsített kínai írással: 李国豪) (Oakland, Kalifornia, 1965. február 1. – Wilmington, Észak-Karolina, 1993. március 31.) amerikai színész, harcművész.
A szintén harcművész-színész Bruce Lee és Linda Lee Cadwell tanárnő (leánykori nevén Emery) elsőszülött gyermekeként látta meg a napvilágot, húga Shannon Lee színésznő.
Színészi pályafutását az 1986-os Kung-fu – A film mellékszereplőjeként kezdte, majd az 1980-as évek folyamán alacsony költségvetésű akciófilmekben játszott főszerepeket – Akit csak a bosszú éltet (1986) és Lézer misszió (1989). Az 1990-es évektől neves hollywoodi stúdiók filmjeiben is szerepeket kapott, így látható volt a Leszámolás Kis-Tokióban (1991) és a Mint a tűz (1992) című akciófilmekben.
1992-ben osztották rá Eric Draven szerepét az azonos című képregényt feldolgozó A holló című misztikus filmben, mely utolsó filmjének bizonyult. 1993. március 31-én, csupán pár nappal a forgatás befejezése előtt a huszonnyolc éves Lee halálos balesetet szenvedett az egyik jelenet felvétele közben. Egy kellékként használt lőfegyverbe beszoruló és a fegyver elsütésekor kirepülő lövedékdarab végzett vele. Lee halála után a hátralévő jeleneteket a forgatókönyv újraírásával, CGI-vel és testdublőrök segítségével forgatták le. Az egy évvel a színész halála után bemutatott A holló jegyeladási és bevételi szempontból is sikert aratott és kultuszfilmmé vált.

## Élete korai szakasza

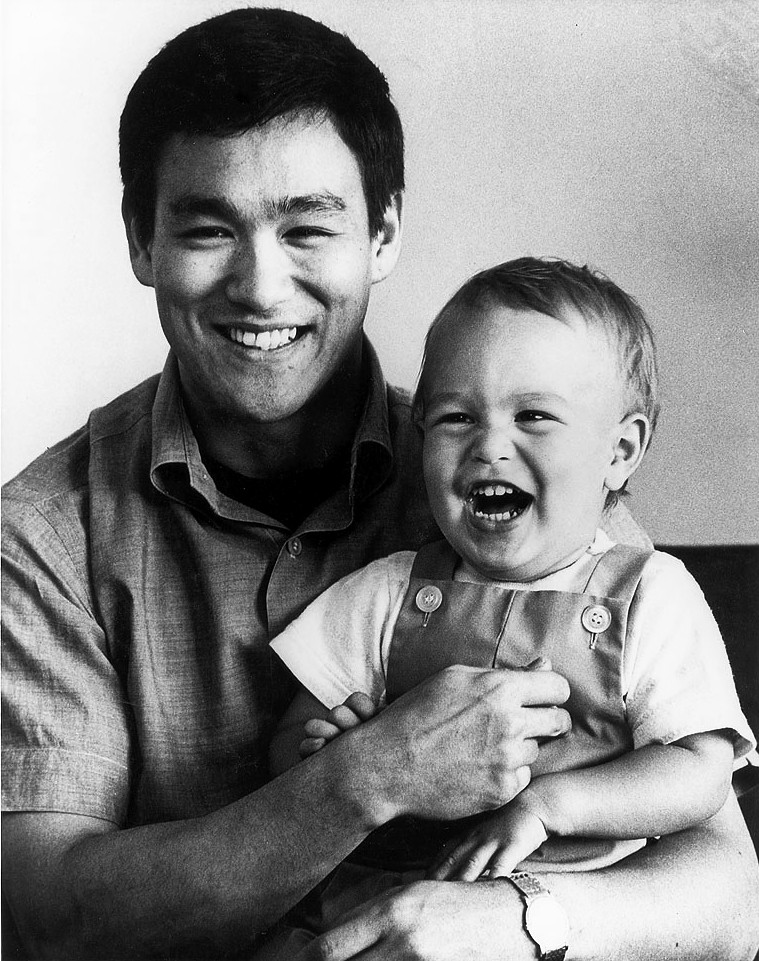
Édesapjával, Bruce Lee-vel az 1960-as években.

Brandon Lee, a legendás harcművész és színész Bruce Lee fia, Kaliforniában, Oaklandben született. Nagyapja Lee Hoi-Chuen egy héttel születése után meghalt. A család Kaliforniába, Los Angelesbe költözött, amikor Brandon hároméves volt. 1971-ben apja egyre kevesebb szerepajánlatot kapott, ezért visszaköltöztek Hongkongba. 1971 és 1973 között Bruce Lee három filmet készített.
Brandon nyolcéves volt, mikor édesapja tisztázatlan körülmények között meghalt. Linda Lee, férje halála után, visszaköltöztette a családot (beleértve lányát Shannon Leet) az Amerikai Egyesült Államokba. Kis ideig anyja szülővárosában, Seattleben, majd Los Angelesben éltek.
A Chadwick Középiskola hallgatója volt, de három hónappal az érettségi előtt megkérték, hogy távozzon engedetlenség miatt. 1983-ban megkapta a GED (General Educational Development) nevű okmányt, majd az Emerson Kollégiumban folytatta tanulmányait, ahol a színészetet választotta főtantárgynak. Egy év után Brandon New Yorkba ment, ahol színészleckéket vett a híres Lee Starsbeg Akadémián, tagja volt az American New Theatre csoportnak, amit barátja, John Lee Hancock alapított.
Harcművészetének nagy részét apja legkiválóbb tanítványától, Dan Inosatótól tanulta.

## Karrierje
1985-ben Brandon visszatért Los Angelesbe, ahol a Ruddy Morgan Productionsnak dolgozott forgatókönyv-értékelőként. Lyn Stalmaster szereposztó igazgató felajánlott neki egy próbafelvételt. Brandon a Kung Fu: A Film című televíziós filmben debütált. A filmet 1986. február 1-jén, a színész huszonegyedik születésnapján vetítették az ABC csatornán.
A filmben Brandon Chung Wangot játszotta, Kwai Chang Caine (David Carradine) fiát. Eredetileg apja, Bruce Lee játszotta volna a főszerepet, végül Carradine kapta a szerepet.
Még ugyanebben az évben megkapta első főszerepét egy hongkongi akciókrimiben az Akit csak a bosszú éltetben. A filmben Michael Wonggal és Bolo Yeunggal szerepelt együtt. Bolo Bruce Lee utolsó filmjében a A Sárkány közbelépben is szerepelt. A filmet Ronny Yo rendezte kantoni nyelven. Ez az egyetlen film, amit Brandon Hongkongban forgatott.
1987-ben szerepelt egy sikertelen tesztepizódban, a Kung Fu televíziós sorozat folytatásában Kung Fu: A Következő Generáció címmel. A történet 1987-ben játszódott, Johnny Caine (Brandon Lee) történetét követte nyomon, aki Kwai Chang Caine ükunokája volt. A tesztepizódból nem lett sorozat.
1988-ban Brandon beugró színészként szerepelt egy rövid életű amerikai televíziós sorozatban, az Oharaban, ahol Kenjit, egy negatív karaktert alakított, aki a főszereplő Pat Moritának az ellentéte volt. Ugyanebben az évben kezdte el forgatni az első angol nyelvű B-kategóriás akciófilmjét, a Lézer Missziót, egy alacsony költségvetésű, Dél-Afrikában forgatott produkciót. Amerikában a filmet haláláig nem reklámozták, bár Európában 1990-ben kiadták videón.
1991-ben Dolph Lundgrennel együtt szerepelt a Leszámolás Kis-Tokióban című akciófilmben. Ez volt az első stúdiófilmje és amerikai filmes debütálása. Aláírt egy több filmre szóló szerződést a 20th Century Foxszal. 1992-ben megkapta az első főszerepét a Mint a tűz című akciófilmben. Tervben volt további két film elkészítése is a stúdió számára.
1992-ben kiválasztották Eric Draven szerepének eljátszására, egy híres képregény A Holló filmes átdolgozásában. Eric egy élő-halott rock zenész, aki megbosszulja saját és menyasszonya meggyilkolását. A forgatás 1993-ban, a színész születésnapján, február 1-jén kezdődött.

## Magánélete
1990-ben Brandon találkozott Eliza „Lisa” Huttonnal, a 20th Century Fox központjában, Renny Harlin irodájában. Eliza akkoriban titkárnőként dolgozott Harlinnak. Később történetíróként a Stillwater Productionsnál dolgozott. Brandon és Eliza összeköltöztek és 1992 októberében eljegyezték egymást.
Az esküvőjüket 1993. április 17-ére tervezték, egy héttel A Holló forgatása után. Halálának idején barátnője szereplőválogatási asszisztensként dolgozott. Brandon halála után Eliza kérvényt nyújtott be a pisztolyok biztonsági előírásának megerősítése érdekében.

## Halála
Brandon Lee A holló című filmjének forgatása során történt balesetben halt meg, pisztolylövés által okozott hasi sérülésben.
A film egyik jelenetében besétált egy lakásba, ahol az egyik negatív karakter, Funboy (akit Michael Massee alakít) revolverrel fenyegeti, majd körülbelül 5 méterről rálő. Ezt a .44-es kaliberű forgótáras pisztolyt egy korábbi jelenet forgatása során is használták. Az ilyen pisztolyok jellegzetessége, hogy a legtöbb típusánál a tárba elölről is be lehet látni. Mivel a fegyvert közeli felvétel során használták, hatástalanított, de valódinak látszó lőszerutánzattal meg kellett tölteni a tárat. A pisztolyokban és puskákban használt egyesített lőszerből az utánzatban meghagyják a hüvelyt és a lövedéket, viszont hiányzik a csappantyú (gyutacs) és a lőpor. A balesetet követő vizsgálat során kiderült, hogy a stáb nem ilyen célra gyártott kelléklőszert vásárolt, hanem éles lőszert alakítottak át a forgatáshoz. A töltényt szétszedték, kiöntötték belőle a lőport, majd a lövedéket visszaillesztették a hüvely elejére.

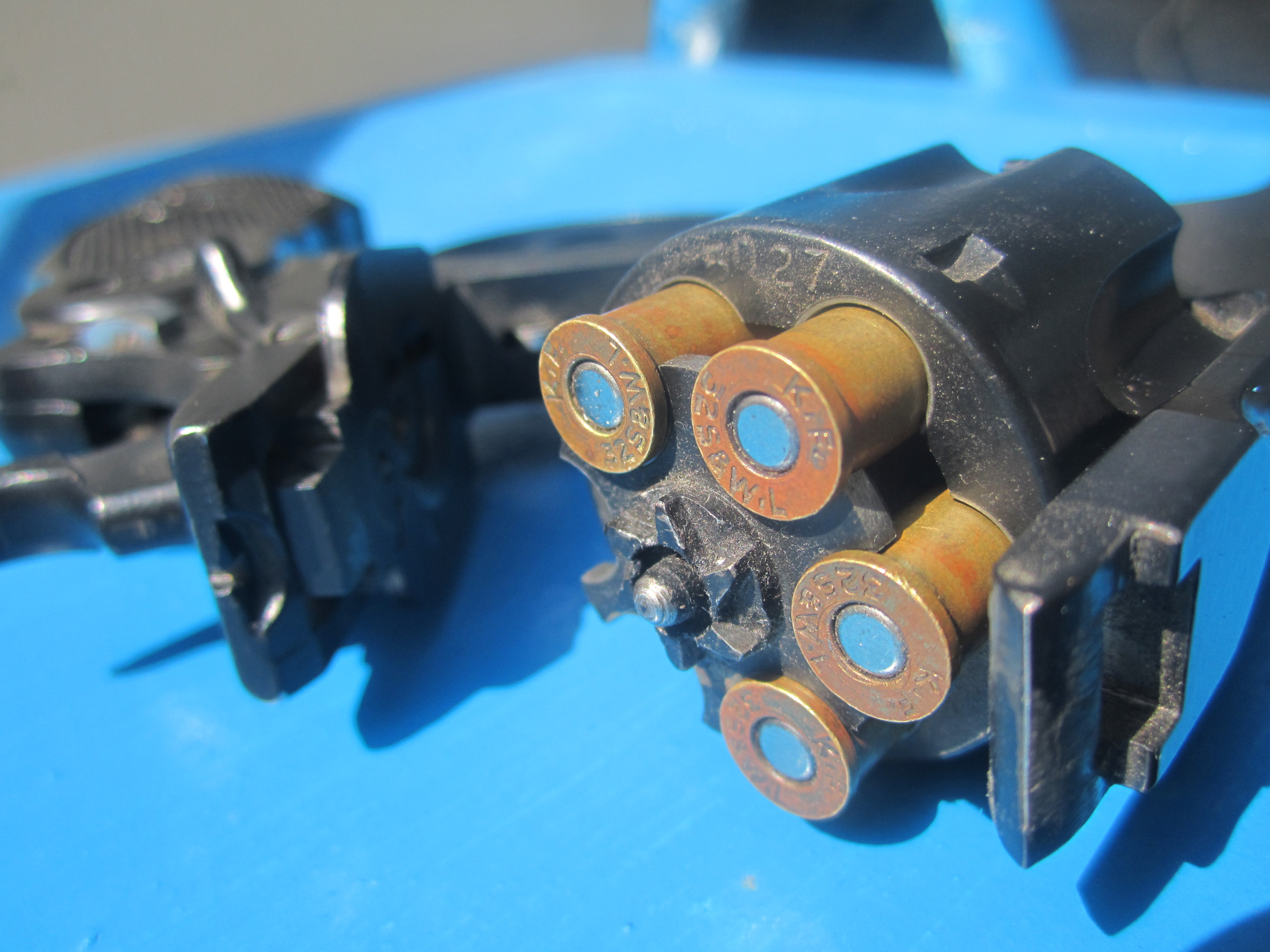
A hüvelyek végén láthatók a kék színű csappantyúk

Az így hatástalanítottnak hitt töltények hüvelyében viszont ott hagyták a csappantyúkat. Ezek szintén tartalmaznak egy kevés robbanóanyagot, ami az ütőszeg nyomására belobbanva szúrólánggal meggyújtja a hüvelyben levő lőport. Annak a korábbi jelenetnek a felvételekor az egyik ilyen megbontott és kiürített töltényből a csappantyú kis robbanása kis sebességgel kilökte a lövedéket, ami a revolver csövében megszorult. Ezt a kellékstáb nem vette észre vagy nem fordított rá figyelmet.

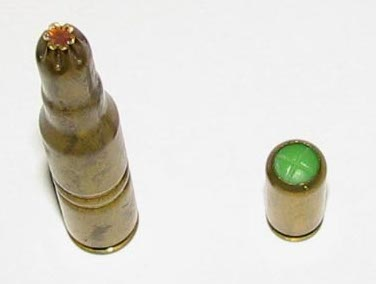
Vaktöltények

A balesettel végződő felvételhez ugyanezt a revolvert használták, nem tudva arról, hogy a csövében ott van egy ólomlövedék. Ebben a jelenetben vaktöltényt használtak, amelyben a látványos hatás kedvéért az éles lőszernél több lőpor van, de az elejében nincs lövedék, csak egy papírból, műanyagból készült fojtás. A vaktöltény nem okoz sérülést, viszont a hangja és lángja a valódi töltényéhez hasonlít.
Amikor a felvétel során Massee elsütötte a revolvert, a vaktöltény ereje elég volt ahhoz, hogy a csőben felejtett lövedéket kilökje, olyan sebességgel, hogy az Lee hasába fúródott, és a gerinc mellett állt meg.
A színészt éjjel 1 óra körül eszméletlen állapotban szállították a wilmingtoni (Észak-Karolina, USA) New Hanover Regional Medical Centerbe, ahol a hat órás életmentő műtét ellenére délután 1 óra 3 perckor meghalt.

## Halála után

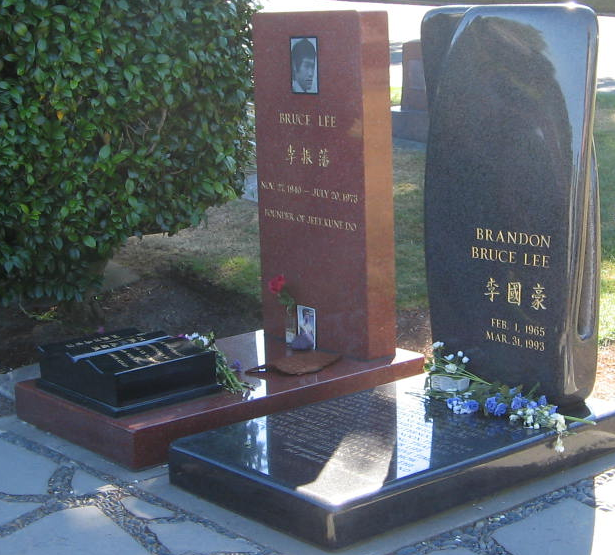
Bruce és Brandon Lee sírja Seattle-ben

Brandon halálát követően barátnője, Eliza Hutton, és édesanyja, Linda Lee Cadwell, is beleegyeztek Alex Proyas rendező döntésébe, hogy befejezzék A hollót. Brandon halála után már csak nyolc nap volt hátra a forgatásból. A film nagy részét már elkészítették Brandonnal, csak néhány jelenet maradt hátra.
A film befejezésében Brandon egyik barátja és kaszkadőre, Chad Stahelski segédkezett, majd speciális technikákkal hozzárendelték Brandon arcát az övéhez. Egy másik kaszkadőr, Jeff Cadiente is segített a film befejezésében. A következő jeleneteket vették fel Brandon halála után:
- Eric Draven halála a visszaemlékezésekben;
- Az egyik jelenetben Eric besétál a lakásába a feltámadása után. Ez a jelenet digitálisan vegyítették azzal a jelenettel, amiben Brandon egy sikátorban sétál; a lakásban játszódó többi jelenetet dublőrrel vették fel.
- Brandon arcát digitálisan rendelték hozzá a dublőr arcához abban a jelenetben, amikor Eric kisminkeli magát egy tükör előtt, majd a lakása kitört ablaka felé sétál;
- Amikor Sarah (Rochelle Davis) meglátogatja Ericet, az arca nem látható, valójában a dublőr játssza a szerepet;
- Amikor Eric gitározik a tetőn, valójában az egyik dublőrt lehet látni;
- A jelenetben, amiben Eric Draven megöli T-Bird-öt (David Patrick Kelly), nem beszél és az arcát sem lehet látni; a közelkép Eric arcáról egy törölt jelenetből való;
- Az egyik jelenetben Eric a tetőn fut a rendőrség elől. Ezt a jelenetet egy dublőrrel vették fel, akárcsak a menekülését a rendőrségi autóval.

A hollót 1994 májusában hozták forgalomba és jegyeladási rekordot döntött. A filmet Brandonnak és Elizának ajánlották, 1993. április 17-én lett volna az esküvőjük, Mexikóban.
Egy interjúban Brandon egy részletet idézett Paul Bowles könyvéből (The Sheltering Sky), amit az esküvői meghívókra is ő választott; a sírkövén is ez az idézet látható:
 „Mivel nem tudjuk, hogy mikor fogunk meghalni, úgy gondolunk az életre, mint egy kimeríthetetlen kútra. És mégis, minden csupán néhány alkalommal történik meg, és tényleg nagyon ritkán. Hány alkalommal fogsz emlékezni egy bizonyos reggelre a gyermekkorodból, egy reggelre, ami olyan mélyen a része a létednek, hogy el sem tudod képzelni az életed nélküle. Esetleg négyszer, ötször? Talán még ennyi sem. Hány alkalommal fogod a holdtöltét látni? Talán húsz. És mégis az egész végtelennek látszik…” 

Az interjú megtalálható A Holló VHS, DVD és Blu-Ray kiadásaiban. Hét évvel Brandon halála után hozták forgalomba a Szex, hazugságok és erőszak című svéd filmet, melyben Brandon egy rövid karakterszerepet kapott, amikor a Mint a tűz című filmjét mutatta be Svédországban.
Halálával egy időben készült el az édesapja életét feldolgozó A Sárkány – Bruce Lee élete című film, melyet két évvel később hoztak kereskedelmi forgalomba.

## Filmográfia

### Film
| Év   | Magyar cím                           | Eredeti cím                                        | Szerep                              | Magyar hang    |
| ---- | ------------------------------------ | -------------------------------------------------- | ----------------------------------- | -------------- |
| 1985 |                                      | Crime Killer                                       | gengszter (stáblistán nem szerepel) |                |
| 1986 | Akit csak a bosszú éltet             | Legacy of Rage (Long Zai Jiang Hu)                 | Brandon Ma                          | Miller Zoltán  |
| 1989 | Lézer misszió (A Szerencse Katonája) | Laser Mission (Mercenary Man / Soldier of Fortune) | Michael Gold                        | Bor Zoltán     |
| 1989 | Lézer misszió (A Szerencse Katonája) | Laser Mission (Mercenary Man / Soldier of Fortune) | Michael Gold                        | Miller Zoltán  |
| 1991 | Leszámolás Kis-Tokióban              | Showdown in Little Tokyo                           | Johnny Murata                       | Funtek Frigyes |
| 1992 | Mint a tűz                           | Rapid Fire                                         | Jake Lo                             | Bor Zoltán     |
| 1994 | A holló                              | The Crow                                           | Eric Draven/A Holló                 | Zalán János    |

### Televízió
| Év   | Magyar cím       | Eredeti cím                  | Szerep       | Megjegyzések                                |
| ---- | ---------------- | ---------------------------- | ------------ | ------------------------------------------- |
| 1986 | Kung-fu – A film | Kung Fu: The Movie           | Chung Wang   | - tévéfilm - magyar hangja: - Rékasi Károly |
| 1987 |                  | Kung Fu: The Next Generation | Johnny Caine | próbaepizód                                 |
| 1988 |                  | Ohara                        | Kenji        | 1 epizód                                    |

## Fordítás
- Ez a szócikk részben vagy egészben  a   Brandon Lee című angol Wikipédia-szócikk ezen változatának fordításán alapul.  Az eredeti cikk szerkesztőit annak laptörténete sorolja fel. Ez a jelzés csupán a megfogalmazás eredetét és a szerzői jogokat jelzi, nem szolgál a cikkben szereplő információk forrásmegjelöléseként.